# Dan Aldridge
Daniel Colin Aldridge (né en 1984 ou 1985) est un homme politique britannique qui est député de Weston-super-Mare depuis 2024. Membre du Parti travailliste, il est le premier de son parti à représenter la circonscription.

## Biographie
Aldridge est originaire de Stoke-on-Trent. Il étudie pour ses A levels au Weston College, avant d'étudier la psychologie à l'Université d'Exeter et d'obtenir un MSc de l'Université de Northumbria.
Avant les élections générales de 2024, Aldridge est responsable des politiques à la British Computer Society. Il travaille précédemment pour le Bureau des étudiants, le Conseil de financement de l'enseignement supérieur pour l'Angleterre et l'association caritative Stonewall.
Le 13 mars 2024, Aldridge est choisi comme candidat du Parti travailliste pour la circonscription de Weston-super-Mare pour les élections générales de 2024. Il est sélectionné parmi une liste restreinte de trois candidats, parmi lesquels figure l'ancien député européen Alex Mayer.
Il remporte 16 310 voix lors de l'élection avec une majorité de 4 409 voix, battant le député sortant John Penrose,. Il est le premier député travailliste à représenter la circonscription.